# Gyophora
Gyophora là một chi bướm đêm thuộc họ Erebidae.